# Андерсен, Лукас (футболист)
Лу́кас Квистрофф А́ндерсен (дат. Lucas Qvistorff Andersen; род. 13 сентября 1994, Ольборг, Дания) — датский футболист, полузащитник.
С 2014 по 2020 год выступал за сборную Дании.

## Футбольная карьера
5 марта 2011 года дебютировал в чемпионате в возрасте 16 лет и 174 дней, став самым молодым игроком «Ольборга» в высшем дивизионе чемпионата Дании.
Андерсен обычно выступает на позиции правого крайнего полузащитника, но может сыграть слева, а также в центре под нападающим. Считается самым большим талантом «Ольборга» со времён Йеспера Грёнкьера.
31 августа 2012 года перешёл в амстердамский «Аякс».
В 2011 году принял участие в юношеском чемпионате Европы.
В конце августа 2015 года Андерсен был отдан в аренду в клуб «Виллем II». В новой команде датчанин дебютировал 28 августа в матче с НЕК, выйдя на замену в середине второго тайма. 28 ноября в матче с «Твенте» отметился хет-триком.
В июле 2016 года Андерсен перешёл в швейцарский «Грассхоппер», подписав с клубом четырёхлетний контракт.

## Статистика

### Матчи Андерсена за сборную Дании
| Матчи Андерсена за сборную Дании | Матчи Андерсена за сборную Дании | Матчи Андерсена за сборную Дании | Матчи Андерсена за сборную Дании | Матчи Андерсена за сборную Дании | Матчи Андерсена за сборную Дании |
| -------------------------------- | -------------------------------- | -------------------------------- | -------------------------------- | -------------------------------- | -------------------------------- |
| №                                | Дата                             | Соперник                         | Счёт                             | Голы Андерсена                   | Соревнование                     |
| 1                                | 18 ноября 2014                   | Румыния                          | 0:2                              | —                                | Товарищеский матч                |
| 2                                | 8 июня 2015                      | Черногория                       | 2:1                              | —                                | Товарищеский матч                |
| 3                                | 15 ноября 2016                   | Чехия                            | 1:1                              | —                                | Товарищеский матч                |
| 4                                | 15 октября 2019                  | Люксембург                       | 4:0                              | —                                | Товарищеский матч                |
| 5                                | 11 ноября 2020                   | Швеция                           | 2:0                              | —                                | Товарищеский матч                |
| 6                                | 15 ноября 2020                   | Исландия                         | 2:1                              | —                                | Лига наций УЕФА 2020/2021        |
| 7                                | 18 ноября 2020                   | Бельгия                          | 2:4                              | —                                | Лига наций УЕФА 2020/2021        |

Итого: 7 матчей / 0 голов; 4 победы, 1 ничья, 2 поражения.

## Достижения
«Аякс»
- Чемпион Нидерландов (2): 2012/13, 2013/14
- Обладатель Суперкубка Нидерландов: 2013